# Carter Rycroft
Carter Rycroft (Grande Prairie, 29 agosto 1977) è un giocatore di curling canadese.

## Biografia
Partecipò all'età di 24 anni ai XIX Giochi olimpici invernali edizione disputata a Salt Lake City (Stati Uniti d'America) nel 2002, riuscendo ad ottenere la medaglia d'argento nella squadra canadese con i connazionali Don Walchuk, Don Bartlett, Ken Tralnberg e Kevin Martin.
Nell'edizione la nazionale norvegese ottenne la medaglia d'oro, la svizzera quella di bronzo.